# Eredoctoraat

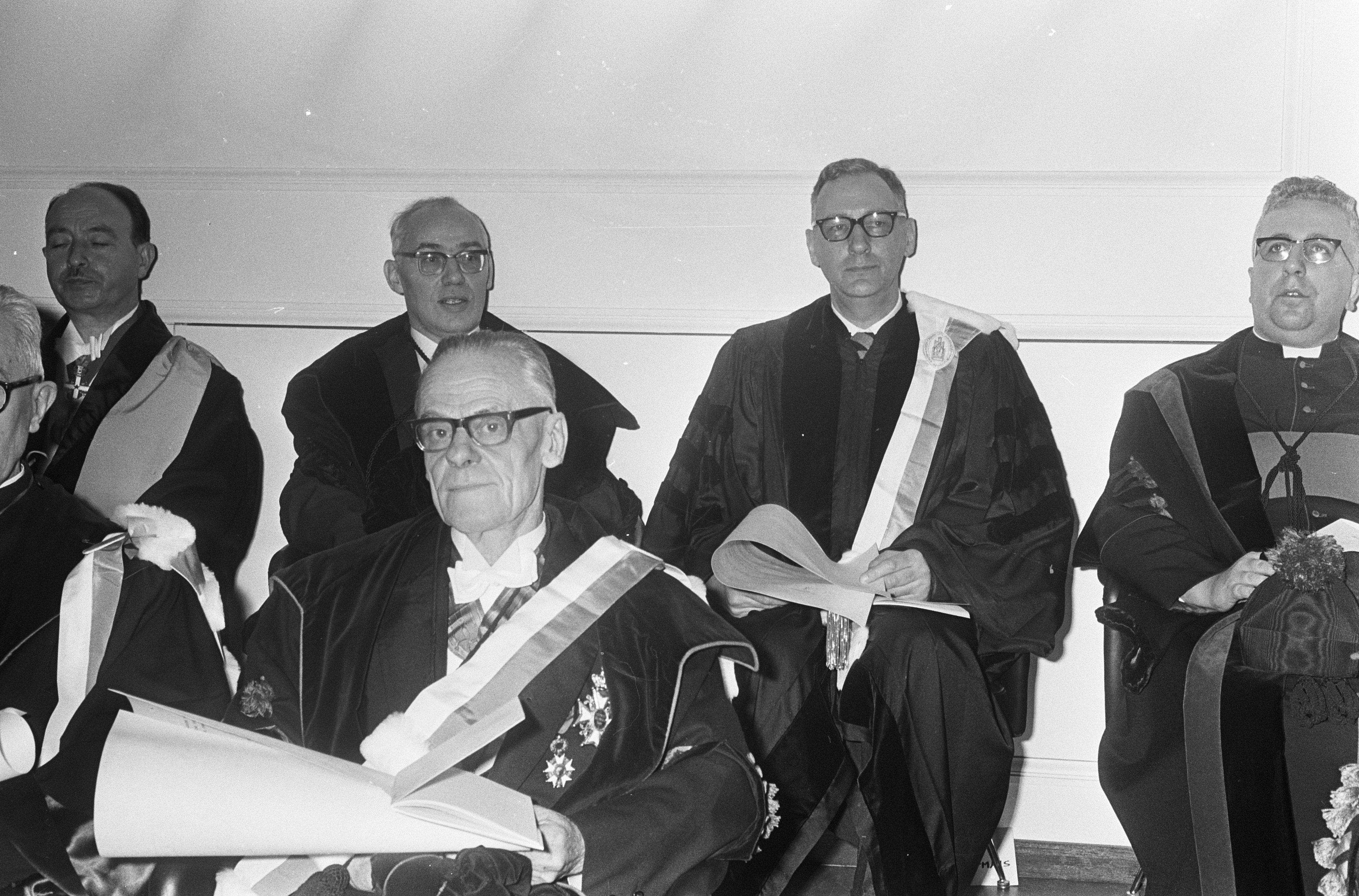
Eredoctoraten voor onder meer de latere Nobelprijswinnaar Tjalling Koopmans en W.A. Visser 't Hooft in Leuven (1967)

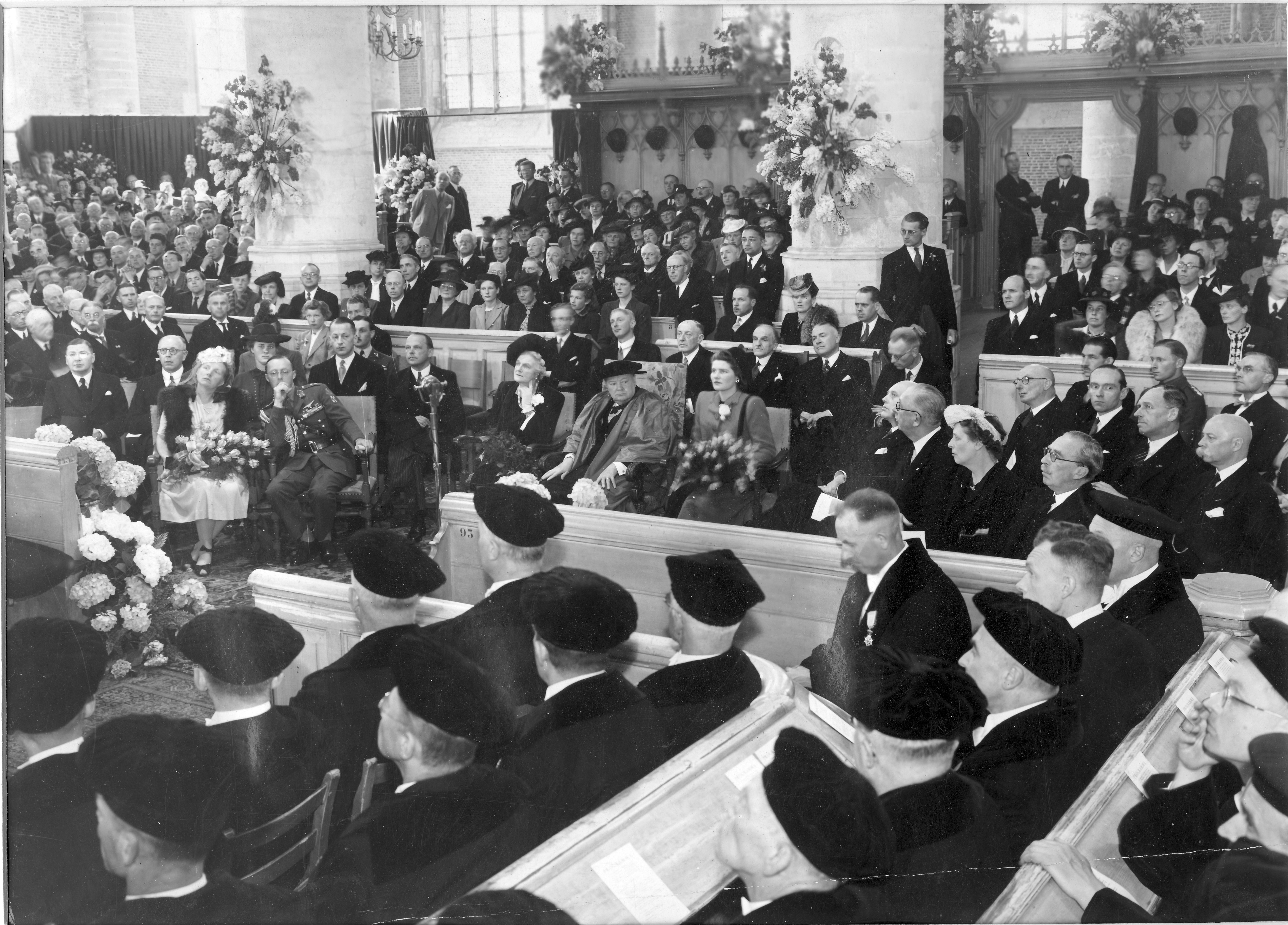
Churchill ontvangt een eredoctoraat van de Universiteit Leiden (1946)

Een eredoctoraat (doctoratus honoris causa) is een doctoraat dat wordt verleend aan personen die een uitzonderlijke prestatie hebben geleverd. Ook komt het voor dat iemand een eredoctoraat krijgt voor niet-academische prestaties, bijvoorbeeld op maatschappelijk gebied of in de politiek. Overigens kunnen ook degenen die langs reguliere weg hun doctorsgraad hebben verkregen door het schrijven van een proefschrift, een eredoctoraat van een andere universiteit ontvangen bij wijze van bijzonder eerbewijs voor academische prestaties. Vaak wordt dit eredoctoraat uitgereikt bij feestelijke gelegenheden.
De titel dr.h.c. dient onderscheiden te worden van de gewone doctorstitel dr., die verkregen wordt door een wetenschappelijke promotie, waarbij een proefschrift wordt verdedigd.

## Titel
De persoon die dit eredoctoraat ontvangt mag de academische graad doctor honoris causa voeren en afgekort als dr.h.c. voor zijn naam zetten, alhoewel veelal simpelweg dr. voor de naam wordt gevoerd (bijv. dr. Anton Philips of dr. Joop den Uyl). Bij meerdere eredoctoraten wordt wel de titel dr.h.c.mult. (van multiplex, meervoudig) gevoerd. Bij gebruik van meerdere academische titels worden de normale regels in titelvolgorde aangehouden, met als uitzondering dat de eredoctorstitel 'achter' een gewone doctorsgraad maar vóór alle andere academische (m.u.v. mr., in de rechten gepromoveerd) graden gaat. Voorbeeld: prof. mr. dr. dr.h.c.mult. ir. J. van den Berg.

## Personen die uitzonderlijk veel eredoctoraten ontvingen
- Architect en dichter Richard Buckminster Fuller werd 47 maal door een universiteit vereerd met de titel.
- Aan dalai lama Tenzin Gyatso verleende men reeds meer dan zestigmaal een eredoctoraat.
- De Belgische farmacoloog, dr. Paul Janssen, werd 22 maal vereerd met de titel.
- De pionier van stervensbegeleiding en waardig sterven Elisabeth Kübler-Ross kreeg 19 eredoctoraten voor haar werk.
- De Poolse seksuoloog Kazimierz Imieliński wist er 56 te verwerven.
- Nelson Mandela werd reeds meer dan vijftigmaal geëerd met de titel.
- De Thaise koning Rama IX (Phra Chaoyuhua Bhumibol Adulyadej) hield een tijdlang het record met 136.
- Daarna was het record lange tijd in handen van de katholieke theoloog Theodore Hesburgh, die gedurende 35 jaar rector was van de Universiteit van Notre Dame. Hij ontving 150 eredoctoraten.
- De Japanse auteur en filosoof Daisaku Ikeda ontving in 2017 zijn recentste eredoctoraat in Brazilië, waarmee hij een totaal van 369 titels bereikte.

## Bekendheden die een eredoctoraat ontvingen

### In België
De universiteiten van Leuven hebben doorheen de eeuwen velen tot doctor honoris causa bevorderd. In de laatste tientallen jaren werden onder meer Jan Tinbergen, Rudolf Mössbauer, Eugène Ionesco, Óscar Romero, Christian de Duve, Umberto Eco, Alex Müller, Mario Vargas Llosa, Ban Ki-moon, Radhika Coomaraswamy, Boutros Boutros-Ghali, Barbara Hendricks en Herman Van Rompuy geëerd. Jaarlijks worden meerdere eredoctoraten uitgereikt.
De Universiteit Gent eerde onder meer Bob Geldof, David Attenborough, Herman Van Rompuy, Karel Van Miert, Jacques Rogge, Kofi Annan, Desmond Tutu en Gerard Mortier. De Université libre de Bruxelles gaf eredoctoraten aan Salvador Allende, Maurice Béjart, Andrej Sacharov, Václav Havel, Simon Wiesenthal, Marc Van Montagu en Kim Clijsters.

### In Nederland

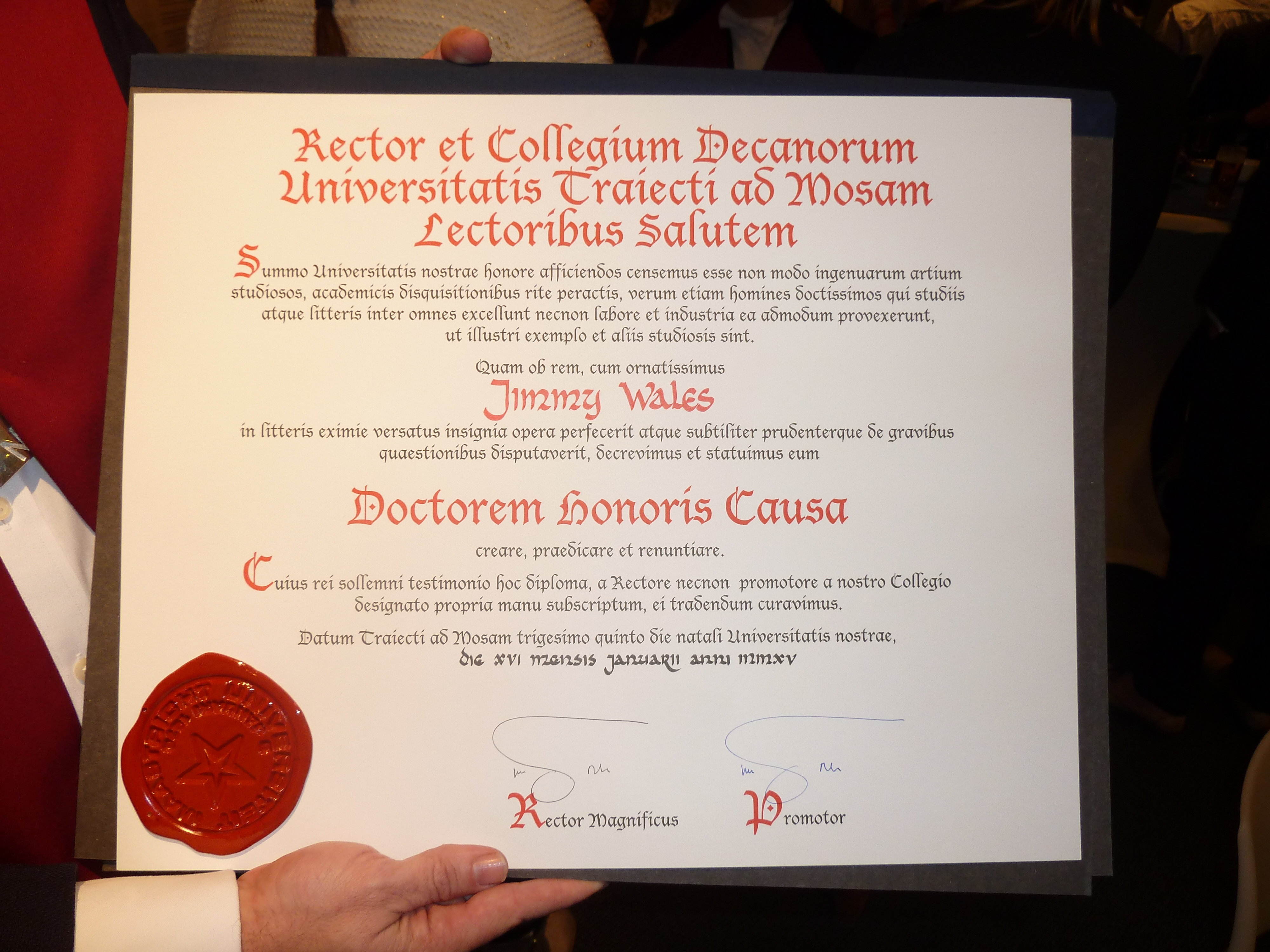
Jimmy Wales ontving in 2015 een eredoctoraat van de Universiteit Maastricht. Volgens de oorkonde "trigesimo quinto die natali" "op de 35ste dies natalis".

Verschillende schrijvers hebben in Nederland een eredoctoraat ontvangen, onder meer Henriette Roland Holst, Harry Mulisch, Kees Fens, Willem Frederik Hermans, Cees Nooteboom, Salman Rushdie, V.S. Naipaul, Simon Vestdijk, Gerrit Krol, Gerrit Komrij en Carolijn Visser.
Verdere voorbeelden zijn Jac. P. Thijsse (1922, Universiteit van Amsterdam); Albert Heijn, Wim Kok en Bill Gates (Universiteit Nyenrode); Ruud Lubbers, Al Gore en Kofi Annan (Universiteit van Tilburg); Prinses Beatrix en Nelson Mandela (Universiteit Leiden); Winnie Mandela (1986, Universiteit Utrecht); C.F. Beyers Naudé, Khadija Arib, Gerrit Zalm en Karen Armstrong (Vrije Universiteit Amsterdam); Jimmy Wales (Universiteit Maastricht); Joop van den Ende; Jan Peter Balkenende; Arjen Lubach.

## Beroering over eredoctoraten

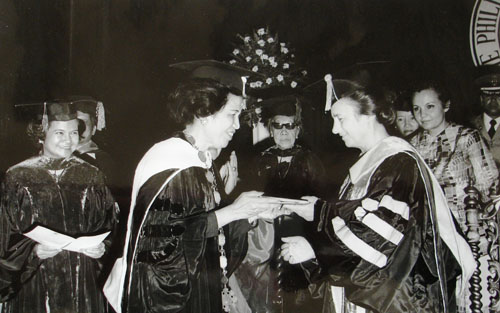
dr.h.c.mult. Elena Ceaușescu krijgt een eredoctoraat in Manilla.

In de praktijk wordt door sommigen het eredoctoraat beschouwd als een chic relatiegeschenk.
In Nederland ontstond enige beroering toen de Universiteit Nyenrode aan Albert Heijn een eredoctoraat verleende, zogenaamd voor het in Nederland introduceren van de streepjescode, maar in werkelijkheid omdat Heijn een leerstoel had gefinancierd. Uit protest probeerden de Utrechtse wetenschappers André Klukhuhn en Piet Vroon in januari 1993 hun doctoraatsbul in te leveren. Dit bleek echter niet mogelijk.
Over het eredoctoraat aan Winnie Mandela ontstond discussie, toen zij bij aanzetten tot moord in Zuid-Afrika betrokken bleek te zijn: de executies van tegenstanders met brandende autobanden (neckties).
Elena Ceauşescu wist tijdens de regering van haar man Nicolae Ceauşescu het fabeltje te verspreiden dat ze een groot chemicus was. Niet alleen de Roemeense universiteiten accepteerden dit klakkeloos, maar ook het westen. Bij buitenlandse bezoeken van het paar werden haar regelmatig eredoctoraten toegekend. Een politieke reden zat hier ook achter: omdat men hoopte dat Roemenië bij een conflict het westelijke kamp zou kiezen, moest alles worden gedaan om de Roemeense leider te plezieren. Pas na de val van Ceauşescu werd bekend dat Elena nauwelijks haar lagere school had afgemaakt, laat staan dat ze een hogere opleiding had gevolgd. Haar scheikundeproefschrift (over de stereospecifieke polymerisatie van isopreen) zal zij dus niet zelf hebben geschreven. De titel dr.h.c. wordt ook toegekend voor maatschappelijke of politieke prestaties. Er was dus geen bedrog in het spel: zij was gewaardeerd als vrouw van de Roemeense president, niet als scheikundige.. Een gewone doctorstitel is echter niet vereist om een dr.h.c. toe te kennen: Moeder Teresa en Sandra Brown kregen ook eredoctoraten: geen van beiden was doctor of PhD. Dr.h.c.mult. Elena Ceauşescu mocht dus eervol haar titel voeren. Het annuleren van dergelijke titels is soms onmogelijk, gezien de reglementen van sommige universiteiten, zo is haar man nog steeds eredoctor van de Universiteit van Nice.
Ook het feit dat Prins Filip van België in 2002 een eredoctoraat verkreeg op het patroonsfeest (2 februari, Maria Lichtmis) van de Katholieke Universiteit Leuven (K.U. Leuven) werd door veel wetenschappers in België als een belediging ervaren. Met dit eredoctoraat wilde de K.U. Leuven de inzet van de prins erkennen voor de Europese en internationale positionering van het land. De motivatie van de Leuvense Academische Raad was als volgt
"De prins besteedt bijzondere aandacht aan de wereld van onderwijs en onderzoek, hij beklemtoont de rol van het gezin in de hedendaagse samenleving en hij komt op voor nationale en internationale solidariteit".
Meer dan 225 wetenschappelijke medewerkers aan de K.U.Leuven vonden de toekenning van het eredoctoraat aan Prins Filip onterecht. Zij beschouwden het als een 'aanslag' op hun beroepseer. Ook onder studenten en in de media en de politiek was de kritiek groot. Later werd toegelicht dat de K.U. Leuven in eerste plaats 'het koninklijk instituut' wilde eren en niet noodzakelijk een wetenschappelijke of een maatschappelijke verdienste van de prins.
Gelijkaardige reacties vielen er in Nederland te horen toen de Universiteit Leiden op 8 februari 2005 een eredoctoraat uitreikte aan koningin Beatrix, volgens de universiteit vanwege de wijze waarop zij het belang van de vrijheid telkens weer aan de orde had gesteld. De universiteit, die als motto Praesidium Libertatis draagt ("bolwerk van de vrijheid"), was op de dag af 430 jaar geleden gesticht, als geschenk van Willem van Oranje. Velen waren dan ook van mening dat hier de Oranjes werden gehonoreerd en niet de prestaties van de vorstin.

## Lijsten van eredoctoraten in België en Nederland

### België
- Lijst van eredoctoraten van de Universiteit Gent
- Lijst van eredoctoraten van de Universiteit Hasselt
- Lijst van eredoctoraten van de Katholieke Universiteit Leuven

### Nederland
- Lijst van eredoctoraten van de Universiteit van Amsterdam
- Lijst van eredoctoraten van de Vrije Universiteit Amsterdam
- Lijst van eredoctoraten van de Technische Universiteit Delft
- Lijst van eredoctoraten van de Technische Universiteit Eindhoven
- Lijst van eredoctoraten van de Rijksuniversiteit Groningen
- Lijst van eredoctoraten van de Universiteit Leiden
- Lijst van eredoctoraten van de Universiteit Maastricht
- Lijst van eredoctoraten van de Radboud Universiteit Nijmegen
- Lijst van eredoctoraten van de Erasmus Universiteit Rotterdam
- Lijst van eredoctoraten van Tilburg University
- Lijst van eredoctoraten van de Universiteit Twente
- Lijst van eredoctoraten van de Universiteit Utrecht
- Lijst van eredoctoraten van de Universiteit Wageningen